# Museu Nacional de la Màscara
El Museu Nacional de la Màscara és un museu de la ciutat de San Luis Potosí dedicat al patrimoni cultural del ritual del ball de màscares de Mèxic des d'abans del període hispànic fins al present. Està situat en una mansió de la plaça del Carmen, propietat federal des del 1907 i museu des del 1982. La col·lecció permanent conté unes 1.300 peces, gairebé totes relacionades amb el ball, les màscares i els vestits mexicans.

## Edifici
L'edifici és una mansió anterior, situada a la Plaza del Carmen del centre històric de San Luis Potosí. A la dècada del 1980 Ramón Martí va adquirir cinc cases adossades i les va enderrocar per construir la seva residència en estil Neoclàssic, dissenyat per l'enginyer Enrique Campos.
Martí va morir el 1898, i els seus descendents van vendre l'estructura el 1903 al general Bernardo Reyes, un seguidor de Porfirio Díaz. El 1907, esdevingué propietat federal, i va adquirir el nom de “Palacio Federal”. De llavors fins a la dècada del 1980 va ser la seu del Ministeri Públic Federal, el Lliga de Comunitats Agràries, el Consell de Mineria i Telègrafs de Mèxic.
El 1982, l'estructura va ser remodelada per l'arquitecte Fernando Valdez Lozano, amb l'objectiu de crear el museu actual. La façana nord s'afegí el 1982, amb l'amplificació de la plaça del Carmen. El 1998 es va haver de rehabilitar l'estructura perquè un estudi de la construcció va mostrar que hi havia esquerdes i altres problemes greus que s'havien de solucionar per evitar que l'edifici es partís en dos. Això es va fer el 2008. El mateix any s'il·luminaren les parets exteriors de l'edifici amb l'objectiu de fer més atractiu el centre de la ciutat. L'edifici fou declarat monument històric per l'Institut Nacional d'Antropologia i Història mexicà.

## Museu

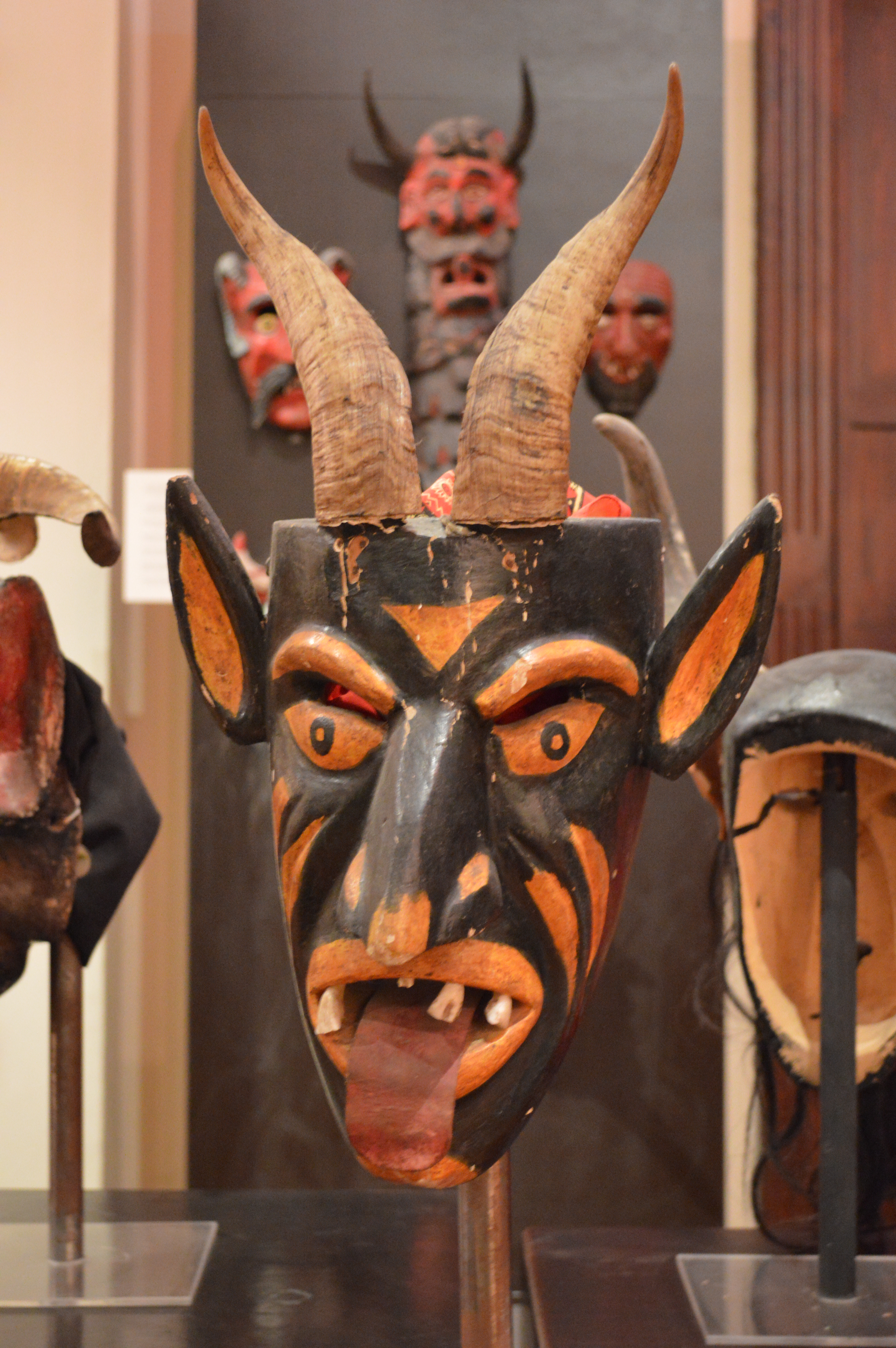
Màscara de diable pel Ball dels Diables en Ixcateopan, Estat de Guerrero

El museu actual va ser inaugurat dins 1982. Té la col·lecció de màscares més important de Mèxic, amb unes 1.300 peces, incloent 25 vestits de ball típics de diversos indrets del país. La revista Mexico Desconocido considera que es tracta d'un dels millors museus del país per contenir una col·lecció inusual.
La col·lecció inicial era una donació de l'antropòleg i investigador Victor Jose Moya Rubio i Mildred Dingleberry Himm, la seva parella. Les màscares mexicanes tenen un valor simbòlic i cultural destacat per estar íntimament connectades amb festivals i balls tradicionals. Les màscares provenen de diverses tradicions ètniques mexicanes i majoritàriament representen animals, dimonis, sants, conquistadors, àngels, i algunes criatures fantàstiques. El museu també té una col·lecció petita de màscares d'altres parts del món, majoritàriament de l'Índia.
L'espai té sis sales principals d'exposició amb les dues més grans dedicades a les màscares més antigues. Altres sales inclouen la Sala Internacional per les màscares estrangeres i la Sala Centenario dedicada a l'elaboració de màscares amb diversos materials. N'hi ha una altra per exposicions provicionals. També hi ha un magatzem i una terrassa amb vistes a la Plaza del Carmen.
El museu fou reinaugurat el 2008 després d'una remodelació i actualització de la seva col·lecció i organització.
La institució també mostra exposicions temporals, com una exposició del 2013 de màscares del carnaval de Venècia, i també acull presentacions, concerts, conferències, classes, presentacions de pel·lícules i tallers.